# Sher Singh Attariwalla
Sher Singh Attariwalla (o Sher Siṅgh Aṭārīvālā) (... – Varanasi, 7 maggio 1858) è stato governatore di Peshawar e comandante dell'esercito Sikh Khalsa.
Durante la seconda guerra anglo-sikh guidò l'esercito sikh contro i britannici.

## Famiglia
Sher Singh era il figlio maggiore del sardar Chattar Singh Attariwalla, governatore sikh dell'Hazara. Dopo la morte del maharaja Ranjit Singh, gli Attariwalla furono una delle famiglie più influenti dell'impero Sikh.

## Biografia

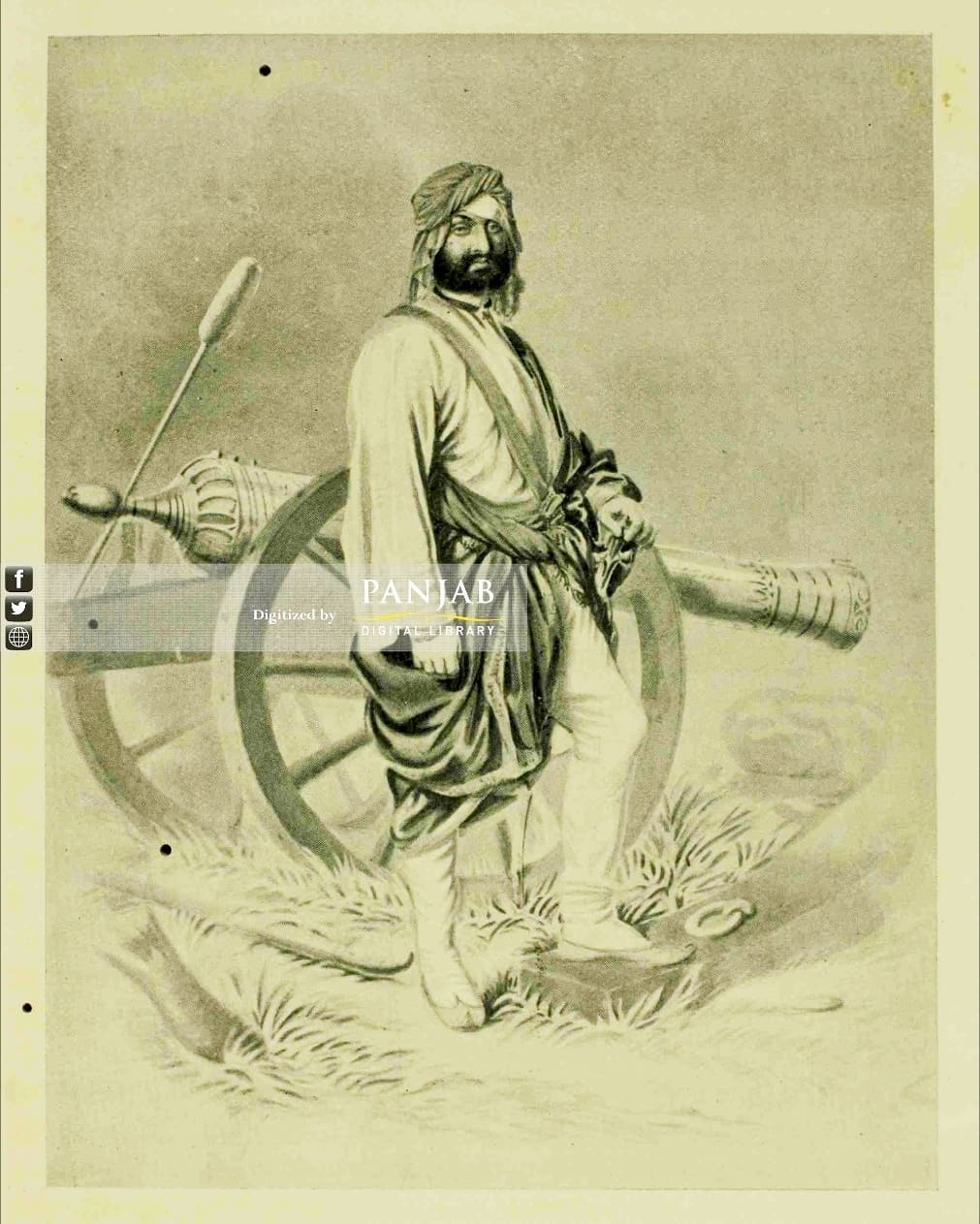
Raja Sher Singh Attariwalla, Panjab Digital Library

Nel 1844 Sher Singh fu nominato governatore di Peshawar. Fu uno dei membri del consiglio di reggenza istituito nel Punjab nel dicembre 1846 dopo il trattato di Bhyroval. Fu nominato raja nel novembre 1847.
All'inizio della seconda guerra anglo-sikh, truppe al comando di Sher Singh furono inviate a Multan da Sir Frederick Currie, residente britannico a Lahore, per unirsi alle truppe comandate da Herbert Benjamin Edwardes che combattevano le forze ribelli guidate dal diwan Mulraj Chopra, governatore della città. Mentre si svolgeva l'assedio di Multan, le forze di Chatar Singh a Haripur furono attaccate da James Abbott e in seguito a ciò Chattar Singh si rivoltò contro i britannici. Alla notizia della ribellione del padre, il 14 settembre 1848 (o il 15 settembre 1848), Sher Singh disertò e marciò con le sue truppe verso l'Hazara, per unirsi alle forze di Chattar Singh.
Sher Singh affrontò efficacemente l'avanzata dell'esercito britannico guidato dal generale Hugh Gough, sconfiggendolo nella battaglia di Ramnagar (22 novembre 1848) e nella battaglia di Chillianwala (13 gennaio 1849), ma fu infine sconfitto nella decisiva battaglia di Gujrat (21 febbraio 1849). Il Punjab passò completamente sotto il controllo britannico.
Sher Singh fu imprigionato nel forte di Allahabad e poi a Calcutta. Fu rilasciato nel gennaio 1854 e sostenne i britannici durante i moti indiani del 1857. Durante questo periodo visse a Calcutta.